# POLY LIFE MULTI SOUL
『POLY LIFE MULTI SOUL』(ポリ ライフ マルティ ソウル）は、東京を中心に活動するバンドであるceroの4thアルバム。前作『Obscure Ride』から約3年ぶりのオリジナル・アルバムであり、2018年5月16日にカクバリズムより初回限定盤A、初回限定盤B、通常盤の3形態で発売された。
本作はジャズやネオソウルを基軸とした前作『Obscure Ride』からの基本路線に、複雑かつ高度なリズムを融合したアフロ的なテイストが加えられており、その先鋭的な音楽性には、前作に引き続き複数のメディアや評論家から称賛が寄せられた。雑誌『ミュージックマガジン』は特集「2010年代の邦楽アルバム・ベスト100」にて本作を第12位に選出している。

## 背景と制作
ceroは、2015年5月に3rdアルバム『Obscure Ride』をリリースし、ジャズ、ヒップホップを始めとする現行のブラックミュージックへ接近した音楽性などが業界各所で高い評価を受け、CDショップ大賞にも入賞した。本作の制作のきっかけは、翌年2016年夏にメンバーの荒内が収録曲「魚の骨 鳥の羽根」のデモテープを作ってきたことだったという。『Obsucure Ride』の完成後、髙城が「割とぼんやりした期間が続いていた」のに対し、荒内は次のアルバムに向けて水面下で動いていた。荒内は「2016年は勉強の年だった」と振り返っており、リズムについての歴史や楽理、またコードについて勉強・研究していたという。荒内は『Obscure Ride』が出た頃、ceroが、ロバート・グラスパーら現行ジャズアーティストの単なるフォロワーとして「ビートものを参考にして打ち込みを生演奏に置き換える」ことをするだけでは「視野が狭いな」と考えていた。そして、元来自分たちが興味を持っていたブラジル音楽やアフリカ音楽への接近も踏まえつつ、未来のことを考えて制作に臨むこととなった。髙城は、「参照先が幾らでもある時代においては、ビュッフェ形式で色々な要素を集めて、自分のプレートをつくるっていうやり方が自然なんじゃないか」と思ったと語っている。
「リズム」をテーマとしたアルバムに向けたceroの新たなモードは、前述の通り荒内が先導していた。ceroは2016年末にワンマンツアー「MODERN STEPS TOUR」を開催し、そこではまだタイトルのついていなかった「魚の骨 鳥の羽根」も披露していた。複雑なリズム構造を持つ同曲は「あの、リズムが複雑な曲」として音楽ファンの間で話題になった。荒内は、「僕らは難しいことがやりたいわけではなく、〈ダンス・ミュージックを拡張する〉という意識ですよね。」と語っており、ツアー後は同曲も含め「剥き出しの構造をオブラートに包んで、わかりやすく踊れる曲に落とし込むべく、みんなでアレンジしていった」という。また同ツアーから、厚海義朗、光永渉から成るお馴染みのリズム隊に、新たにキーボード／コーラスの小田朋美、パーカッション／コーラスの角銅真実、トランペット／コーラスの古川麦を加えた8人体制へと発展しており、この変化がアルバムの制作を大きく前進させていくことになった。

## 音楽性
本作は、前作『Obscure Ride』からのジャズやネオソウルを基軸にしたエクレクティックかつポエティックな日本語ポップスという基本路線は変わらず、そこに、複数の打楽器、複数の鍵盤楽器、男女混声コーラスからなる、ポリリズムとポリフォニーが高度に融合したアフロ的なテイストが加わっており、ライヴ・サポート陣も加わって練り込まれたバンド・アンサンブルがメロウなトーンを維持しながら全編をスムーズに聴かせるエクスペリメンタル・ポップアルバムとなっている。

Modern Steps
イントロダクション的に置かれたアルバムの幕開けを飾る楽曲。前作におけるアブストラクトなR&B世界の色香を運び込みながらも、それを壊すように、橋本によるエレキ・ギターの鮮烈なコード・ストロークがアルバムの開幕を告げている。この曲を作曲した荒内によると、ギターはフランク・オーシャンの「ムーン・リバー」をイメージにしていたという。
魚の骨 鳥の羽根
ポリリズムのポップ・ミュージック化を図った本作において、最大のテーマを象徴する楽曲。ドラムスが叩き出すアフロ・ビート的リズムに乗りながら、太い筆致で塗りたくるシンセサイザーが現れ、歌メロディーと呼ぶには異様なまでに奔放な旋律が器楽音と錐揉みしながら空間を進んでいく。
ベッテン・フォールズ
スネア・ドラムが叩き出すリズムにジャジーなギターとヴォーカルがポリリズミックなよじれを創り出しいる楽曲。コーラスがプリティなフレーズを添えている。
薄闇の花
ピアノの裏打ちがレゲエを連想させる楽曲。「ベッテン・フォールズ」とBPMがほとんど同じだが、一転してジャジーで、しっとりとしたムードを演出している。
遡行
サポートを務める古川麦によるサンバのようなガット・ギターの流麗な響きが特徴的な曲。ここでもリズム隊はあくまで硬質なビートを提供している。
夜になると鮭
髙城が、レイモンド・カーヴァーの詩の村上春樹訳「夜になると鮭は」を朗読するエレクトロ・ジャズ・ポエット。
Buzzle Bee Ride
アルバム後半1曲目の楽曲。ふたたび太い筆致のシンセサイザーがうねり上がるなか、ダーティー・プロジェクターズを思わせる早いパッセージのコーラスが宙を舞っている。"「魚の骨 鳥の羽根」と対になるもの"を念頭に、アフリカのリズム型のあるパターンを7拍子に変形させたカウベルのパターンにアフロ・ビートが混ざってくる展開が演出されている。
Double Exposure
美しい歌メロを伴う、前作からの流れを感じさせる楽曲。ブラック・ミュージックへのリスペクトが溢れる清涼な世界ではあるが、リズム・ボックスを思わせる素朴なビートが退場した後は、パルス的リズムとヒプノティックなドローンが交錯し、後半のパートでは、関口のチェロを始め、田島のヴァイオリン、須原のヴィオラといったストリングスが取り入れられている。
レテの子
キッチュなシンセの音色とフロアタムの連打によるジャングル・ビートがディープな薫りを発散させる曲。却ってその歌メロディーやリフレインはアルバムの中でも比較的ポップなものとなっている。山下達郎の「アトムの子」が下敷きになっているという。
Waters
シングルカットされた楽曲。曲中で走る複数のリズム、それぞれに持たせた異なる音楽のニュアンスがアングルによって変化し浮かび上がってくることで、トラップやステッパーダブ、またハウスやファンクのようにも聴こえる楽曲となっている。
TWNKL
「レゲエ・マナーというかステッパーみたいなリズムに、複雑な譜割の歌詞を乗せてみようと」作曲された楽曲。そのアンビエント的R&B世界に関して、フランク・オーシャン以降における美意識との共振を指摘されている。
Poly Life Multi Soul
タイトル曲にして終曲となる楽曲。これまでアルバムで開陳された様々な表情を総括するような8:36秒という長尺の楽曲となっている。ライド・シンバルの響きが優しく空間を埋めながら、様々な音素が多レイヤー的に塗り込められている。アウトロでは、エレキ・ギターのストイックなフレーズを伴いながらリズム・パターンが4つ打ちへと変化し、フィジカル且つ祝祭的なハウス・ビートが出現する。荒内はこれについて「通して聴いてここまで来て、4つ打ちが入ってきた瞬間に『あ、これってダンス・ミュージックのアルバムだったんだ』と気付いてもらいたかったんです。で、また1曲目から再生すると違った聴こえ方をすると思う。今作においてはそういう解決の仕方に落ち着いたっていうことです。」と述べている。

## 評価
本アルバムは、第11回CDショップ大賞にて「入賞作品」に選ばれた。HMVイトーヨーカドー宇都宮店の中野陽子は、本作に関して「ceroから生まれたこれが日本最新の、ダンスミュージック。こんな面白いことになっていると知らないとしたら、もったいない。」とコメントしている。またceroは、SPACE SHOWER MUSIC AWARDS 2019にて、2018年のオルタナティヴシーンで最も活躍したアーティストに贈られる「BEST ALTERNATIVE ARTIST」を受賞した。

### 批評
- 音楽ジャーナリストの宇野維正は、本作について「現在海外で模索されている最新型のアフロ解釈とも呼応しながら、むしろ音楽的な実験性や洗練度においてはリードさえしている」と指摘している[2]。
- 音楽ライターの小田部仁は、「本作のような作品がポピュラーミュージックの歴史に残る傑作として語り継がれるべき理由があるのだと思う。」と語り、また「ceroは、最高の状態で最高の作品を創ることを成し遂げた。」「『POLY LIFE MULTI SOUL』は、間違いなくceroの最高傑作」と評価した[2]。
- 音楽評論家の松本晋也は、本作について「楽曲構造もアレンジもますます複雑になっているが、その複雑さを感じさせないポップスとしてたたずまいの美しさに圧倒される。」と述べ、「あれだけ八方から絶賛を浴び、実際私も非常に気に入っていたわけだが、今回の新作を聴いた後に前作『Obscure Ride』を聴き直してみると、なんとも物足りなさを感じてしまうというのが偽らざる実感。それほど今回の飛躍ぶりはすごい。」と本作を評価した[3]。
- 『ミュージックマガジン』は、2021年3月号掲載の「特集 [決定版] 2010年代の邦楽アルバム・ベスト100」にて、本作を第14位に選出している[20]。ライターの松山晋也は、選出に際してのコメントで、本作に関して「世界のポップ・ミュージックの潮流の先端とリンクしたエクレクティックな最新型Jポップをいかにしてつくりだすか、というテーマに挑み、成功した最良の例かもしれない。」と語った[20]。

## チャート成績
本作は、2018年5月15日付のオリコンアルバムデイリーチャートで、シングル・アルバム通じて自身初の1位を獲得。また週間では約10,400枚を売り上げ、オリコン週間アルバムチャートとBillboard Japan Top Album Salesの両チャートで初登場4位を記録。自身初のオリコンウィークリーチャートTOP5入りを果たした。また、Billboard Japan Hot Albumsでは最高8位を記録している。

## 収録曲
| #         | タイトル                 | 作詞                      | 作曲      | 時間  |
| --------- | ------------------------ | ------------------------- | --------- | ----- |
| 1.        | 「Modern Steps」         | 髙城晶平                  | 荒内佑    | 1:58  |
| 2.        | 「魚の骨 鳥の羽根」      | 髙城晶平                  | 荒内佑    | 5:23  |
| 3.        | 「ベッテン・フォールズ」 | 髙城晶平                  | 髙城晶平  | 4:18  |
| 4.        | 「薄闇の花」             | 髙城晶平                  | 髙城晶平  | 4:03  |
| 5.        | 「遡行」                 | 髙城晶平                  | 橋本翼    | 3:54  |
| 6.        | 「夜になると鮭は」       | Raymond Clevie Carver Jr. | 橋本翼    | 2:04  |
| 7.        | 「Buzzle Bee Ride」      | 髙城晶平                  | 荒内佑    | 5:34  |
| 8.        | 「Double Exposure」      | 髙城晶平                  | 髙城晶平  | 4:46  |
| 9.        | 「レテの子」             | 髙城晶平                  | 髙城晶平  | 4:46  |
| 10.       | 「Waters」               | 髙城晶平                  | 荒内佑    | 5:18  |
| 11.       | 「TWNKL」                | 髙城晶平                  | 髙城晶平  | 4:17  |
| 12.       | 「Poly Life Multi Soul」 | 荒内佑                    | 荒内佑    | 8:36  |
| 合計時間: | 合計時間:                | 合計時間:                 | 合計時間: | 54:56 |